# Eden Alm
Rut Ella Alm, coneguda com a Eden Alm   (parròquia de Röke, 30 de desembre de 1999), és una cantant sueca.

## Carrera
Juntament amb la seva germana bessona Alice es va presentar a l'edició del 2019 del programa de televisió Idol de TV4. Tanmateix, solament ella va arribar a l'audició final i a la setmana de classificació.
El 29 de novembre del 2022, es va fer públic que participaria en el Melodifestivalen 2023 amb la cançó «Comfortable», escrita per ella mateixa juntament amb Benjamin Rosenbohm, Emil Adler Lei i Julie Aagaard. Va interpretar la cançó a la segona eliminatòria del concurs a Linköping l'11 de febrer de 2023, però va quedar en darrer lloc, així que la seva participació no va anar més enllà.

## Vida personal
S'identifica com a bigènere. Des del 2021, surt amb la youtuber Sara Songbird.

## Discografia

### Senzills
- «Now I've found you» (2019)
- «Mera tid» (2022)
- «Comfortable» (2022)